# Nestor Bankumukunzi
Nestor Bankumukunzi est un homme politique burundais, ministre des Postes, des Technologies de l'information, de la Communication et des Médias dans le gouvernement de Pierre Nkurunziza depuis le 24 août 2015.
Membre du CNDD-FDD, il fut également directeur de la Télévision nationale du Burundi (RTNB) de 2013 à 2015,.